# ANCO
El ANCO (nombre que proviene de dos vocablos ingleses, Ammonium Nitrate+Coal = AN/CO) es un explosivo que consiste en la combinación de nitrato de amonio y carbón. El carbón actúa como combustible y sensibilizador del nitrato de amonio, es una mezcla explosiva muy similar al ANFO.

## Reacción química
{\displaystyle 2NO_{3}NH_{4}+C\to 4H_{2}O+2N_{2}+CO_{2}+Q_{3}{Kcal}/{Kg}\!}

## Características principales
- Color: Una combinación entre negro y pardo.
- Densidad: 0.80-1.2 gr/cc
- Se envasa en bolsas de 25 kg.
- Calor de explosión: 900 Kcal/Kg
- Velocidad de detonación: 3634 m/s

## Variantes
Al ANCO se le puede agregar ciertos porcentajes de otras sustancias.
- Polvo de aluminio y petróleo Diesel Nro 2 para elevar el parámetro de detonación y explosión.

- Aceites vegetales como combustibles para bajar los costos.

- Nitropropano o nitrometano en reemplazo de un porcentaje adecuado de algunos combustibles y sensibilizadores.